# Seebach (Baix Rin)
Seebach (en alsacià Seebàch) és un municipi francès, situat a la regió del Gran Est, al departament del Baix Rin. L'any 1999 tenia 1.672 habitants.
Forma part del cantó de Wissembourg, del districte de Haguenau-Wissembourg i de la Comunitat de comunes del Pays de Wissembourg.

## Demografia
| 1962  | 1968  | 1975  | 1982  | 1990  | 1999  |
| ----- | ----- | ----- | ----- | ----- | ----- |
| 1.412 | 1.509 | 1.616 | 1.512 | 1.541 | 1.672 |

## Administració
| Període   | Identitat         | Partit |
| --------- | ----------------- | ------ |
| 2001-2008 | Raymond Weissbeck |        |
| 2008-2014 | Théo Schimpf      |        |
| 2014-2020 | Michel Lom        |        |